# Sultaniye, Gümüşova
Sultaniye là một xã thuộc huyện Gümüşova, tỉnh Düzce, Thổ Nhĩ Kỳ. Dân số thời điểm năm 2010 là 331 người.